# استرومای عنبیه
نَمَدِ عنبیه یا استرومای عنبیه (انگلیسی: Stroma of iris) یک لایه فیبروواسکولار (دارای رشته و رگ‌های خونی) از بافت است. این لایه، لایه بالایی از دو لایه در عنبیه است.

## ساختار
استروما یک شبکه ظریف از رشته‌ها است. برخی از این رشته‌ها دور محیط عنبیه و اکثریت آنها به سمت مردمک کشیده شده‌اند. رگ‌های خونی و اعصاب محیطی در این شبکه قرار دارند.
در چشم‌های تیره، استرومای عنبیه اغلب حاوی دانه‌های رنگدانه است. با این حال، چشم‌های آبی و چشم‌های زال فاقد رنگدانه هستند.
استرومای عنبیه به عضله اسفنکتر (ماهیچه تنگ‌کننده عنبیه) متصل می‌شود که مردمک را در یک حرکت دایره‌ای منقبض می‌کند، و همچنین به مجموعه‌ای از ماهیچه‌های گشادکننده عنبیه که عنبیه را به صورت شعاعی برای بزرگ کردن مردمک می‌کشند و آن را به صورت چین‌درچین جمع می‌کنند. سطح پشتی استرومای عنبیه با یک لایه بافت پوششی معمولاً به شدت رنگدانه‌ای پوشیده شده‌است که دو سلول ضخامت دارد (اپیتلیوم رنگدانه عنبیه)، اما سطح جلویی هیچ بافت پوششی ندارد. این سطح قدامی با انبساط عضلات بیرون می‌زند.